# Comté de Coahoma
Le Comté de Coahoma est situé dans l’État du Mississippi, aux États-Unis. Il comptait 21 390 habitants en 2020. Son siège est Clarksdale.

## Étymologie
Coahoma est un mot choctaw signifiant « panthère rouge ». 

## Histoire
Selon les données recueillies par l'Equal Justice Initiative (en), au moins 13 Afro-Américains ont été lynchés dans ce comté entre 1877 et 1950.    

## Comtés limitrophes
|                              | Comté de Tunica                     |                       |
| Comté de Phillips (Arkansas) | comté de Coahoma                    | Comté de Quitman      |
|                              | Comté de Bolivar Comté de Sunflower | Comté de Tallahatchie |

## Démographie

Pyramide des âges du comté de Coahoma (2000).

Lors du recensement de 2020, le comté comptait une population de 21 390 habitants. 
| Groupes           | Comté de Coahoma | Mississippi | États-Unis |
| ----------------- | ---------------- | ----------- | ---------- |
| Blancs            | 20,2             | 56,0        | 61,6       |
| Autres            | 1,6              | 3,1         | 14,7       |
| Afro-Américains   | 76,1             | 36,6        | 12,4       |
| Métis             | 2,0              | 3,7         | 10,2       |
| Amérindiens       | 0,1              | 0,6         | 1,1        |
| Total             | 100              | 100         | 100        |
|                   |                  |             |            |
| Latino-Américains | 1,6              | 3,6         | 18,7       |

## Politique
| Élection | Démocrates | Républicains | Autres  |
| -------- | ---------- | ------------ | ------- |
| 1912     | 90,00 %    | 3,64 %       | 6,36 %  |
| 1916     | 96,67 %    | 2,91 %       | 0,42 %  |
| 1920     | 92,55 %    | 6,40 %       | 1,05 %  |
| 1924     | 91,84 %    | 8,16 %       |         |
| 1928     | 88,86 %    | 11,14 %      |         |
| 1932     | 96,26 %    | 3,57 %       | 0,17 %  |
| 1936     | 97,68 %    | 2,32 %       |         |
| 1940     | 94,68 %    | 5,32 %       |         |
| 1944     | 92,61 %    | 7,39 %       |         |
| 1948     | 10,61 %    | 4,87 %       | 84,52 % |
| 1952     | 56,64 %    | 43,36 %      |         |
| 1956     | 50,83 %    | 32,80 %      | 16,37 % |
| 1960     | 35,84 %    | 28,34 %      | 35,82 % |
| 1964     | 18,77 %    | 81,23 %      |         |
| 1968     | 49,11 %    | 17,20 %      | 33,69 % |
| 1972     | 34,61 %    | 61,61 %      | 3,87 %  |
| 1976     | 57,70 %    | 38,41 %      | 3,89 %  |
| 1980     | 58,51 %    | 38,22 %      | 3,27 %  |
| 1984     | 53,39%     | 44,96 %      | 1,65 %  |
| 1988     | 54,44 %    | 43,79 %      | 1,77 %  |
| 1992     | 57,33 %    | 36,85 %      | 5,82 %  |
| 1996     | 60,10 %    | 35,80 %      | 4,10 %  |
| 2000     | 59,27 %    | 38,68 %      | 2,05 %  |
| 2004     | 64,15 %    | 34,65 %      | 1,20 %  |
| 2008     | 71,89 %    | 27,60 %      | 0,51 %  |
| 2012     | 73,86 %    | 25,71 %      | 0,43 %  |
| 2016     | 71,60 %    | 27,23 %      | 1,21 %  |
| 2020     | 70,81 %    | 27,94 %      | 1,25 %  |